# 薩摩川内市立高城西中学校
薩摩川内市立高城西中学校（さつませんだいしりつたきにしちゅうがっこう）は、鹿児島県薩摩川内市湯田町にあった市立の中学校。

## 概要
薩摩川内市の北西部にかつて存在した中学校である。2012年3月10日に行われた閉校式時点の生徒数は15名で、各学年の学級数は1学級の小規模校である。
高城西中学校の通学区域は旧高城町の西半分にあたる湯田町及び西方町の全域が指定されている。2012年3月10日に閉校式が行われ、開校以来65年の歴史に幕を閉じた。

## 歴史

### 略歴
1947年（昭和22年）に高城村立第二中学校として設置され、1949年（昭和24年）に高城村立高城西中学校と改称した。
その後1960年（昭和35年）には高城村が町制施行し高城町立高城西中学校となり、1965年（昭和40年）に高城町が川内市に編入され、川内市立高城西中学校に改称した。2004年（平成16年）には川内市等が新設合併し薩摩川内市となり薩摩川内市立高城西中学校となった。

### 年表
- 1947年（昭和22年） - 学制改革に伴い、高城村立第二中学校として設置される。
- 1949年（昭和24年） - 高城村立高城西中学校に改称。
- 1960年（昭和35年） - 高城村が町制施行したのに伴い、高城町立高城西中学校に改称。
- 1965年（昭和40年） - 高城町が川内市に編入されたのに伴い川内市立高城西中学校に改称。
- 2004年（平成16年） - 川内市などが新設合併し薩摩川内市となったのに伴い、薩摩川内市立高城西中学校に改称。
- 2012年（平成24年） - 3月10日に閉校式が挙行された[1]。2012年度より薩摩川内市立水引中学校に統合された[3]。

## 進路
高城西中のある旧川内市は、鹿児島県の公立高校の学区は薩摩学区になるが、高城西中は、出水学区の高校の普通科も学区内受験が出来たが、2011年度より学区再編が行われ薩摩学区と出水学区が統合され北薩学区となった。

## 通学区域
高城西中学校の通学区域は以下の通りとなっていた
- 湯田町の全域
- 西方町の全域

## 周辺
- 薩摩川内市立湯田小学校
- 薩摩川内市立湯田幼稚園
- 川内宮司簡易郵便局